# Nhã nhạc cung đình Huế
Nhã nhạc cung đình Huế là thể loại nhạc của cung đình thời phong kiến, được biểu diễn vào các dịp lễ hội (vua đăng quang, băng hà, các lễ hội tôn nghiêm khác) trong năm của các triều đại nhà Nguyễn của Việt Nam. Nhã nhạc cung đình Huế đã được UNESCO công nhận là Kiệt tác truyền khẩu và phi vật thể nhân loại vào năm 2003. Theo đánh giá của UNESCO, "trong các thể loại nhạc cổ truyền ở Việt Nam, chỉ có Nhã nhạc đạt tới tầm vóc quốc gia".  "Nhã nhạc đã được phát triển từ thế kỷ 13 ở Việt Nam đến thời nhà Nguyễn thì Nhã nhạc cung đình Huế đạt độ chín muồi và hoàn chỉnh nhất".  Cùng với không gian văn hóa Cồng Chiêng Tây Nguyên, đây là di sản phi vật thể của Việt Nam đã được UNESCO chính thức ghi danh.
Nhã nhạc Cung Đình Huế là một sự kế thừa, kể từ khi những dàn nhạc - trong đó có mặt nhiều nhạc khí cung đình - xuất hiện dưới dạng tác phẩm chạm nổi trên các bệ đá kê cột chùa thời Lý, thế kỉ XI-XII, đến lúc ông vua cuối cùng triều Nguyễn thoái vị vào giữa thế kỷ XX.
Về cơ bản, nhạc nghi thức trong âm nhạc cung đình Việt Nam, nhạc tế trong các đình làng cũng như loại nhạc nghi thức được chơi trong đám cưới hay đám tang, tất cả thường được chia thành hai nhóm chính: nhóm phe văn và nhóm phe võ. Việc phân chia của các nhóm nhạc cụ hòa tấu trong dàn nhạc cung đình ở Huế từ đầu thế kỷ XIX và nguồn gốc của nó đã được tìm thấy trong các quy luật của nhiều nghi thức cúng đình tại các làng xã của người Việt ở Bắc Bộ từ nhiều thế kỷ trước đây.

## Lịch sử

### Thế kỉ XVII - XVIII ở Phú Xuân và Đàng Trong: thời các chúa Nguyễn (1558 - 1777)
Từ những năm 30 của thế kỉ XVII, nhà văn hóa lớn Đào Duy Từ(1572 - 1634) tương truyền là tác giả của một số bài hát, điệu múa và vở hát bội cung đình thời các chúa Nguyễn, ông tổ lớn nhất của âm nhạc Huế và hát bội Huế được thờ tại nhà thờ Thanh Bình ở Huế đã tiếp thu nhạc [Đàng Ngoài] và đã giúp chúa Nguyễn Phúc Nguyên (1623 - 1634) lập ra một hệ thống lễ nhạc, triều nhạc mới. Hòa thanh thự của các chúa là tổ chức âm nhạc cung đình lớn của [Đàng Trong] gồm ban nhạc, đội ca, đội múa đông đảo (Đại Nam thực lục tiên biên). Cuối thế kỉ XVII - đầu thế kỉ XVIII, nhạc cung đình Đàng Trong đã khá hoàn chỉnh, phong phú, hấp dẫn, theo những ghi chép và đánh giá của nhà sư Trung Quốc Thích Đại Sán, thượng khách của chúa Nguyễn Phúc Chu (1692 - 1725) sau chuyến đi thăm Đàng Trong và [Cố đô Huế|Phú Xuân] của ông. Được mời xem ca múa nhạc và hát bội tại phủ chúa, nhà sư cho biết điệu múa thời đó là điệu múa Thái liên diễn tả dáng dấp đài các, trang nhã, tình tứ của các cô " tiểu hầu " của đô thành Phú Xuân vừa chèo thuyền vừa tươi cười hái sen. Các ca nhi vũ nữ ấy " đội mão vàng, áo hoa xanh dài phết đất, thoa son dồi phấn rất mực diễm lệ, làm nao lòng người xem " (hồi ký Hải ngoại kỷ sự, bản dịch, 1963).

### Cuối thế kỉ XVIII: thời Tây Sơn (1788 - 1802)
Năm 1790, tức một năm sau khi đại thắng Đống Đa ở Thăng Long, một vua Quang Trung (giả) cùng một đoàn ngoại giao sang triều đình nhà Thanh, cầu hòa và chúc thọ hoàng đế Càn Long 80 tuổi. Càn Long ý phong cho vua Đại Việt là "An Nam quốc vương" và vui lòng thưởng thức đoàn "An Nam quốc nhạc" biểu diễn chúc thọ. Nhờ những ghi chép cụ thể của Đại Thanh hội điển sự lệ và tập văn kiện ngoại giao Đại Việt quốc thư mà âm nhạc cung đình thời Tây Sơn hiện ra khá rõ nét. Hội điển triều Thanh đã mô tả chính xác trang phục các nhạc công, ca công và vũ công người Việt. Nghệ nhân cung đình Tây Sơn chơi tám loại nhạc khí mà Hội điển triều Thanh đã ghi lại bằng chữ nôm: "một cái cổ (kai kou: trống), một cái phách (kai p'o), hai cái sáo (kai chao), một cái đàn huyền tử (kai t'an hien tse, có thể là đàn tam), một cái đàn hồ cầm (kai t'an hou k'in), một cái đàn song vận (kai t'an choang wen, có thể là đàn nguyệt) một cái đàn tỳ bà (kai t'an p'i p'a), một cái tam âm la (kai san in lo). Đó là phần nhạc khí.
Về phần hát, Đại Việt quốc thư cho biết bổ sung như sau: nhân dịp lễ thượng thọ của Càn Long 80 tuổi, đoàn quốc nhạc của ta gồm 6 nhạc công và 6 ca công cung đình đã biểu diễn cho hoàng đế nhà Thanh nghe "nhạc phủ từ khúc thập điệu". Rất có thể đây là liên khúc 10 bản "Thập thủ liên hoàn" trong nhã nhạc cung đình Huế, cũng gọi là 10 bản Tấu, hay 10 bài Ngự, thậm chí có nghệ nhân gọi là mười bản Tàu(?) (mà khi được nghe chúng, người Trung Quốc chính hiệu đã cho rằng không có gì là "Tàu" cả). (Đại Thanh HĐSL, bản in 1908, Quyển 528, Thư viện Hội châu Á Paris; Đại Việt quốc thư, TT Học liệu (Bộ Giáo dục) xb., Sài gòn 1972).

### Thế kỉ XIX: Thời thịnh củatriều Nguyễn(1802 - 1885)
Theo những tài liệu tham khảo hiện có, thời kỳ vàng son của âm nhạc cung đình Đại Việt - Việt Nam - Đại Nam là thịnh thời triều Nguyễn trước khi kinh đô Phú Xuân (Huế) thất thủ vào năm 1885. Hai tài liệu chủ yếu là Lịch triều hiến chương loại chí của Phan Huy Chú (đầu thế kỉ XIX) và Khâm định Đại Nam hội điển sự lệ của Quốc sử quán (giữa thế kỉ XIX) cho biết: Từ sau khi Gia Liều nhạc, Thường triều nhạc, Yến nhạc, Cung trung chi nhạc đã ảnh hưởng qua lại nhiều với nhạc dcổ điển đất nước và con người thính phòng (ca Huế, đờn Huế) và nhạc tuống cổ điển, cung đình (thanh nhạc và nhạc múa của hát bội Huế). Đáng chú ý là nhiều nhà hát rạp hát lớn nhỏ của vua, đại thần và dân thường được xây dựng làm nơi biểu diễn nhạc cung đình, nhạc cổ điển, hát bội hay nhạc dân gian: Duyệt thị đường trong hoàng thành, Minh Khiêm đường trong lăng Tự Đức, Cửu tư đài trong cung Ninh Thọ, rạp hát ông Hoàng Mười, nhà hát Mai Viên tại tư dinh thượng thư Đào Tấn, đã không loại trừ sự tấp nập của những rạp hát ông Sáu Ớt (Nguyễn Nhơn Từ), rạp hát gia đình họ Đoàn (ở An Cựu), rạp hát bà Tuần (tồn tại đến 1975), v.v...
1802 - 1819: Thời Gia Long, Việt tương đội, một tổ chức âm nhạc cung đình lớn được thành lập với 200 nghệ nhân. Vua lại cho dựng đài Thông minh, một sân khấu ca múa nhạc và hát bội trong cung Ninh Thọ.
1820 - 1840: Minh Mạng cho xây dựng Nhà hát lớn Duyệt thị đường (1824), đổi Việt tương đội thành Thanh bình thự, lập thêm một Đội nữ nhạc với 50 ca nữ, vũ nữ, lại cho xây dựng Nhà thờ các tổ sư nghệ thuật âm nhạc và hát bội Huế: Thanh bình từ đường (1825). Trước nhà thờ dựng một tấm bia, một sân khấu hát bội và ca vũ nhạc. Văn bia cho biết vào đời Minh Mạng, nghệ thuật âm nhạc và sân khấu đã phát triển tốt đẹp:
" Vũ đài xuân rạng hàng ngũ chỉnh tề, sân khấu mây lồng âm thanh dìu dặt (...) Khánh chuông ra lệnh xướng hòa, kèn trống nhịp nhàng đánh thổi (...) Trải mấy triều vương đều khuyến khích, Biết bao âm nhạc thảy dồi dào (...) Giữa điện đình ca múa, tỏ điềm thái vận nước nhà; Trên lăng miếu xướng hòa, ngưỡng đức cao thâm biển núi... (bản dịch của Ưng Dự).
1841 - 1883: Đời Tự Đức, âm nhạc cổ điển, nhã nhạc cung đình và hát bội cung đình đạt tới đỉnh cao. Nhà hát Minh khiêm đường được xây dựng (1864) trong Khiêm cung (sau khi vua mất sẽ gọi là Khiêm lăng). Tương truyền chính Tự Đức đã sáng tác bản nhạc Tứ đại cảnh nổi tiếng. Say mê thơ, nhạc và hát bội hơn chính trị, vua lập nên Hiệu thơ phòng để cùng các danh nho trong triều đình xướng họa thơ văn, thưởng thức âm nhạc, sáng tác hay nhuận sắc các vở hát bội. Nhà thơ và nhà soạn tuồng lỗi lạc thời Tự Đức là Đào Tấn (1845 - 1907) Thế kỉ XIX: Thời suy của triều Nguyễn (1885 - 1945)
1858 - 1885: Thực dân Pháp gây hấn và bắt đầu xâm lược nước ta từ Đà Nẵng, rồi chiếm dần Nam Bộ, Bắc Bộ. Tháng 8 năm 1885 kinh đô Phú Xuân (Huế) thất thủ. Các vua Nguyễn sau Tự Đức đều được Pháp đưa ra làm vì, mất hết quyền bính. Đời sống cung đình tẻ nhạt, âm nhạc cung đình ngày càng sa sút.
1889 - 1925: Thành Thái lập Võ can đội, rồi thêm một đội Đồng ấu (nghệ nhân thiếu niên, làm dự bị cho Võ can đội). Tất cả đều hoạt động cầm chừng.
1914-1944: Tập san Những người bạn của Huế cổ kính (B.A.V.H.) (bằng tiếng Pháp) ra đời và sẽ xuất bản tổng cộng 120 tập (dày nhiều vạn trang) trong suốt 30 năm dưới sự điều khiển của nhà Việt Nam học lỗi lạc L.M. Léopold Cadière. Nhiều bài nghiên cứu có giá trị về nhạc Huế được công bố trên tập san, nổi bật nhất là công trình của nhạc sĩ cổ điển Hoàng Yến (1919): Âm nhạc ở Huế, đàn nguyệt và tranh.
1925 - 1945: Dưới thời Bảo Đại, Võ can đội đổi thành Ba vũ đội gồm cả một đội Đại nhạc và một đội Tiểu nhạc tổng cộng khoảng 100 nghệ nhân hoạt động rời rạc, trong lúc chờ đợi làm nhiệm vụ chính: tham gia phục vụ lễ Tế Nam giao (3 năm một lần) (theo lời kể của cụ Lữ Hữu Thi).
Năm 1942 là năm cuối cùng triều Nguyễn cử hành lễ Tế Nam giao, cũng là lần cuối cùng Nhã nhạc cung đình Huế được biểu diễn trọng thể trước công chúng.
Ngày 31 tháng 8 năm 1945, trên [Ngọ Môn], hoàng đế cuối cùng của triều Nguyễn vương quốc Đại Nam [thoái vị]. Nhã nhạc cung đình Huế tạm thời tan rã.